# Сары-Кенгир
Сары-Кенгир — река в Улытауском районе Улытауской области. Длина 143 км, площадь водосбора 3880 км², средний годовой расход воды у устья 0,7 м³/с. Берёт начало со склонов гор Жаксыарганаты и Сасыкбастау, впадает в реку Кара-Кенгир у горы Котыржал. Питание реки снеговое с долей грунтового. Летом образует плёсы. На реке расположено село Бетбулак.
Основные притоки:
- Ушсай[3] (левый)
- Толебала[3] (правый)
- Талсай[4] (левый)